# Cantó de Sinnamary
El cantó de Sinnamary és una antiga divisió administrativa francesa situat a la regió d'ultramar de la Guaiana Francesa. Va desaparèixer el 2015.

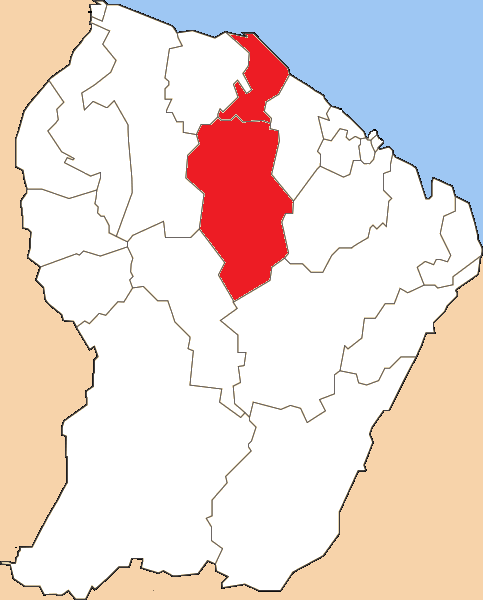
Cantó de Sinnamary

## Composició
El cantó aplega dues comunes:
- Saint-Élie
- Sinnamary

| Data d'elecció                           | Identitat         | Partit        | Qualitat |
| ---------------------------------------- | ----------------- | ------------- | -------- |
| 2001-2008                                | Georges Madeleine | Divers droite |          |
| 2008-2015                                | Patrice Clet      | Autonomista   |          |
| les dades anteriors no són pas conegudes |                   |               |          |
|                                          |                   |               |          |